# Argiope lobata
Argiope lobata es una especie de araña araneomorfa perteneciente a la familia de los araneidos. Tiene un escudo cefalotorácico igual que Argiope bruennichi, pero sin la mancha negra presente en la región torácica que queda recubierta por el opistosoma. Patas anilladas como en A. bruennichi. Abdomen, a diferencia de las otra especies del género, fuertemente lobulado.
Es relativamente frecuente en el sur de España. Presenta un elevado dimorfismo sexual; macho mide 6 mm y la hembra 25 mm. Su tela es grande, hasta 60 cm de diámetro; y su hilo uno de los más resistentes. Con una sola inseminación es capaz de poner varias puestas del que salen un gran número de arañas.

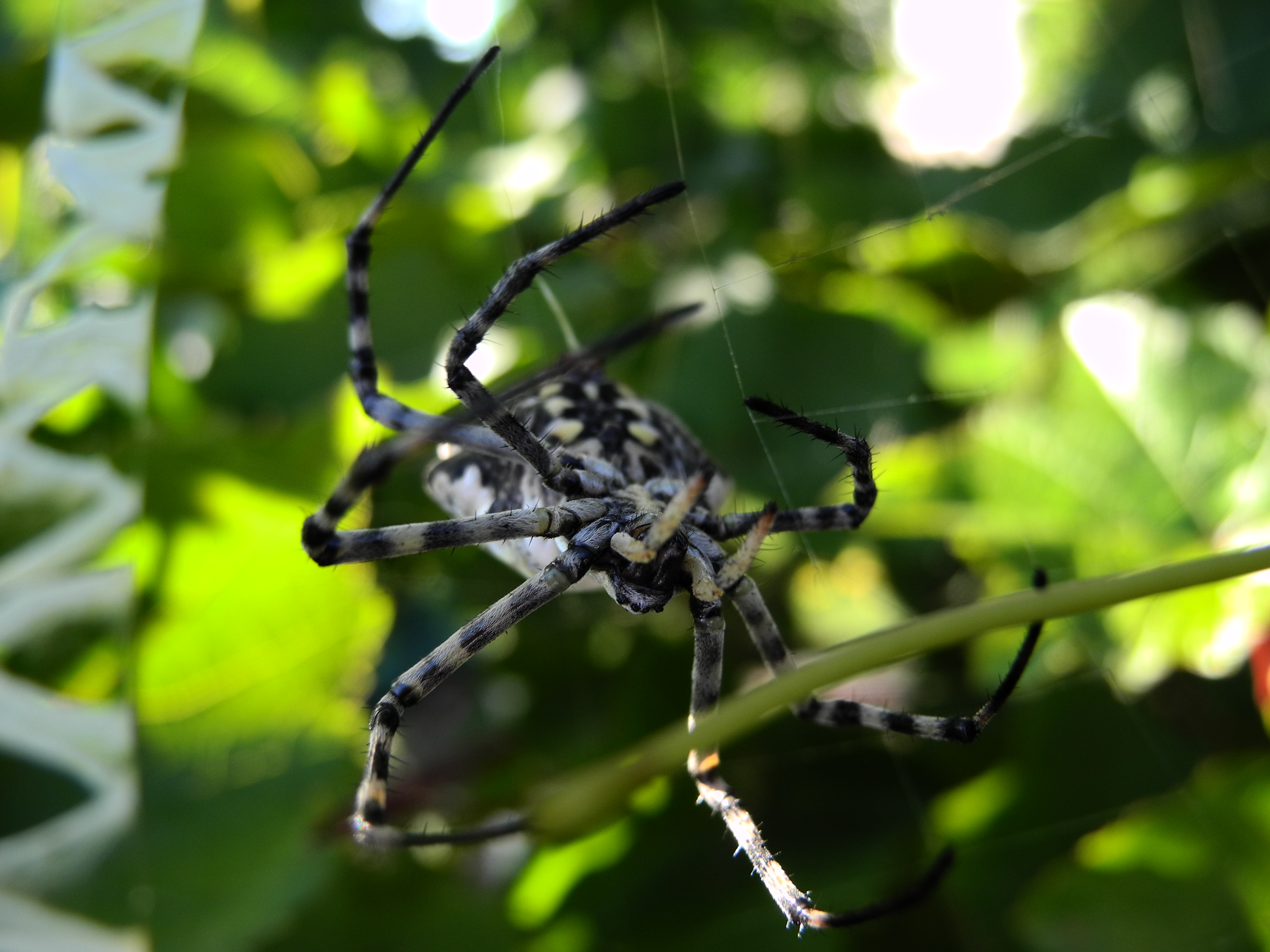
Argiope lobata
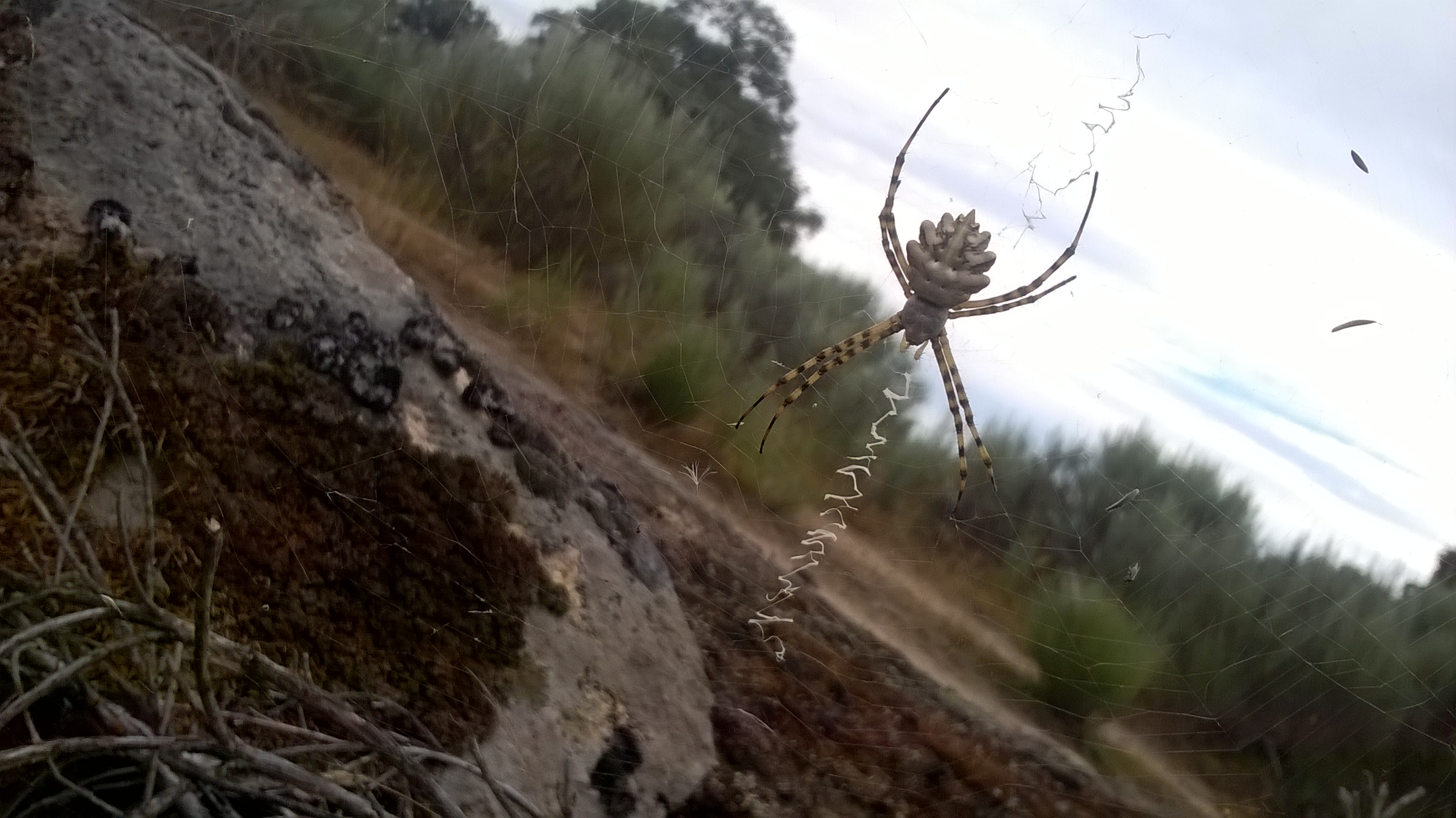
Argiope lobata (vista dorsal)